# Tokyo Jihen
I Tokyo Jihen (東京事変?, Incidenti di Tokyo) sono una rock band giapponese fondata dalla cantautrice Ringo Shiina. Sono noti all'estero anche con il nome internazionale di Tokyo Incidents.

## Storia
I Tokyo Jihen si sono formati nel 2003 come gruppo di supporto per i concerti di Ringo Shiina; successivamente, la cantante ha vicendevolmente collaborato come cantante per i concerti della band. Il 31 maggio 2004, i cinque musicisti decidono di considerarsi come una vera e propria formazione musicale e non solo come una live session band; realizzano quindi il loro primo album Kyōiku.
Il 1º luglio 2005, il chitarrista Mikio Hirama ed il tastierista HZM, due dei componenti del gruppo, lasciano i Tokyo Jihen. Sono subito sostituiti da Ukigumo e Ichiyō Izawa, per poter dare alle stampe il secondo album, Adult. Da questo momento, la band acquista un successo sempre maggiore, grazie anche dalla popolarità della loro leader, che nel frattempo ha ampliato la propria produzione solista.

## Formazione
- Ringo Shiina (椎名 林檎?, Shiina Ringo), vero nome Yumiko Shiina (椎名 由美子?, Shiina Yumiko), 25/11/1978 - voce, chitarra acustica, chitarra elettrica, pianoforte, melodica, tastiera, kazoo; leader e principale compositrice della band
- Ukigumo (浮雲?), vero nome Ryōsuke Nagaoka (長岡 亮介?, Nagaoka Ryōsuke), 07/10/1978 - chitarra elettrica, chitarra acustica, cori, rap; Ukigumo ha una sua band, i Petrolz.
- Seiji Kameda (亀田 誠治?, Kameda Seiji), 03/06/1964 - basso elettrico, contrabbasso, contrabbasso elettrico; Kameda è un famoso produttore discografico giapponese che ha lavorato con artisti come Angela Aki, Yui Aragaki, Akino Arai, Chatmonchy, Do As Infinity, Every Little Thing, Flow, Ayaka Hirahara, Ken Hirai, L'Arc~en~Ciel, Plastic Tree, YUKI, Λucifer e molti altri.
- Ichiyō Izawa (伊澤 一葉?, Izawa Ichiyō), vero nome Keitarō Izawa (伊澤 啓太郎?, Izawa Keitarō), 04/07/1976 - tastiera, pianoforte, chitarra elettrica, cori; Izawa ha una sua band, gli Appa, ed è inoltre un membro dei the HIATUS, gruppo fondato da Takeshi Hosomi degli Ellegarden.
- Toshiki Hata (畑 利樹?, Hata Toshiki), 05/10/1976 - batteria; Hata ha partecipato a molte collaborazioni come batteria.

### Ex componenti
- Mikio Hirama (平間 幹央?, Hirama Mikio), 05/05/1976 - chitarra elettrica, cori; componente dal 2003 al 2005, Hirama ha continuato come voce solista.
- HZM (H是都M?, H zetto M), vero nome Masayuki Hiizumi (樋泉 昌之?, Hiizumi Masayuki), 12/02/1978 - tastiera, pianoforte, cori; componente dal 2003 al 2005, attualmente ha cambiato nome in H ZETT M ed incide sia come solista sia come membro del gruppo di jazz strumentale PE'Z.

## Discografia

### Album in studio
| Anno | Dettagli | Posizione nelle classifiche | Vendite nel Giappone |
| ---- | --- | --------------------------- | -------------------- |
| 2004 | Kyōiku (教育?, Education) - Pubblicato: 25 novembre, 2004 - Etichetta: Toshiba-EMI/Virgin Music              | 2                           | 391.000              |
| 2006 | Otona (大人?, Adult) - Pubblicato: 25 gennaio, 2006 - Etichetta: Toshiba-EMI/Virgin Music                    | 1                           | 294.000              |
| 2007 | Goraku (娯楽?, Variety) - Pubblicato: 26 settembre, 2007 - Etichetta: EMI Music Japan/Virgin Music           | 2                           | 176,000              |
| 2010 | Sports (スポーツ?) - Pubblicato: 24 febbraio, 2010 - Etichetta: EMI Music Japan/Virgin Music                 | 1                           | 177.000              |
| 2011 | Daihakken (大発見?, Great Discovery) - Pubblicato: 29 giugno, 2011 - Etichetta: EMI Music Japan/Virgin Music | 1                           | 131.000              |

### Singoli
| Data di Uscita | Titolo                                                                      | Posizione nelle classifiche | Vendite nel Giappone | Album     |
| -------------- | --------------------------------------------------------------------------- | --------------------------- | -------------------- | --------- |
| 08/09/2004     | Gunjō Biyori (群青日和?)                                                    | 2                           | 203.000              | Kyōiku    |
| 20/10/2004     | Sōnan (遭難?)                                                               | 2                           | 123.000              | Kyōiku    |
| 02/11/2005     | Shuraba (修羅場?)                                                           | 5                           | 110.000              | Adult     |
| 11/07/2007     | O.S.C.A.                                                                    | 2                           | 58.000               | Variety   |
| 22/08/2007     | Killer-tune (キラーチューン?)                                               | 5                           | 51.000               | Variety   |
| 17/11/2009     | Nōdōteki sanpunkan (能動的三分間?)                                          | 1                           | 69.000               | Sports    |
| 11/05/2011     | Sora ga natteiru/Onna no ko wa dare de mo (空が鳴っている／女の子は誰でも?) | 6                           | 54.000               | Daihakken |

### DVD Singoli
| Data di Uscita | Titolo                  | Posizione nelle classifiche | Vendite nel Giappone | Album     |
| -------------- | ----------------------- | --------------------------- | -------------------- | --------- |
| 21/11/2007     | Senkō shōjo (閃光少女?) |                             |                      | Daihakken |

### Musica digitale
| Data di Uscita    | Titolo                            | Posizione nelle classifiche | Vendite nel Giappone | Album     |
| ----------------- | --------------------------------- | --------------------------- | -------------------- | --------- |
| 23 marzo 2006     | Himitsu for DJ                    |                             |                      |           |
| 23 marzo 2006     | Koi wa Maboroshi for musician     |                             |                      |           |
| 23 marzo 2006     | Tasogarenaki for mother           |                             |                      |           |
| 30 agosto 2006    | Shōjo Robot                       |                             |                      |           |
| 21 novembre 2007  | Senkō Shōjo                       |                             |                      | Daihakken |
| 28 luglio 2010    | Tengoku e Yōkoso                  |                             |                      | Daihakken |
| 28 luglio 2010    | Dopaminet!                        |                             |                      |           |
| 12 aprile 2011    | Yoake no Uta                      |                             |                      |           |
| 31 Ago 2011       | Hansamu Sugita                    |                             |                      |           |
| 21 settembre 2011 | Tengoku e Yōkoso (Tokyo Bay Ver.) |                             |                      |           |

### Vinili
1. Gunjou Biyori/Sounan (25 novembre 2004)
2. Adult Video - Original Soundtrack (23 marzo 2006)
3. Variety - Zōkangō (23 marzo 2006)

### Video
Video clips
1. Tokyo Incidents vol.1 (8 dicembre 2004)
2. Adult Video (23 marzo 2006)
3. Senkō Shōjo (21 novembre 2007)
4. CS Channel (21 settembre 2011)

Concerti
1. Dynamite In (13 luglio 2005)
2. Dynamite Out (17 agosto 2005)
3. Just Can't help it (6 settembre 2006)
4. Spa & Treatment (26 marzo 2010 / 25 agosto 2010)
5. Ultra-C (25 agosto 2010)